# C+C 뮤직 팩토리
C+C 뮤직 팩토리(C+C Music Factory)는 미국의 댄스팝 밴드이다.